# Christina Vidal
Christina Vidal (New York, 18 novembre 1981) è un'attrice e cantautrice statunitense.
È nota per i suoi ruoli in film come Fuga dalla scuola media, Quel pazzo venerdì e Il collezionista di occhi e principalmente conosciuta per il suo ruolo da protagonista nella serie televisiva del 2001 Taina.

## Biografia
Vidal è nata e cresciuta a Whitestone, una zona del Queens, New York City, figlia di Manny Vidal, consulente fiscale e uomo d'affari, e di sua moglie Josie, una segretaria, entrambi di origini portoricane. Ha frequentato il Liceo Fiorello H. LaGuardia. 
Quando aveva 17 anni nel 1998, si unì a un gruppo femminile chiamato Gemstone (insieme a Jade Villalon e Crystal Grant). Vidal si è poi trasferita a Orlando, in Florida, per procedere con le riprese di Taina. 
Anche le sue sorelle Lisa e Tanya sono attrici e sono apparse in TV e in teatro; ha anche un fratello, Christian.

## Filmografia

### Cinema
- Cercasi superstar (Life with Mikey), regia di James Lapine  (1993)
- Fuga dalla scuola media (Welcome to the Dollhouse), regia di Todd Solondz (1995)
- Quel pazzo venerdì (Freaky Friday), regia di Mark Waters (2003)
- Chasing Papi, regia di Linda Mendoza (2003)
- Il collezionista di occhi (See No Evil), regia di Gregory Dark (2006)
- Manuale d'infedeltà per uomini sposati (I Think Love My Wife), regia di Chris Rock (2007)
- Magic Man, regia di Stuart Cooper (2009)
- The Guilty, regia di Antoine Fuqua (2021)
- Quel pazzo venerdì, sempre più pazzo (Freakier Friday), regia di Nisha Ganatra (2025)

### Televisione
- Cosby indaga (The Cosby Mysteries) - serie TV, 1 episodio (1994)
- Il commissario Scali (The Commish) - serie TV, 2 episodi (1995)
- F/X (F/X: The Series) - serie TV, 1 episodio (1997)
- Nick Freno (Nick Freno: Licensed Teacher) - serie TV, 21 episodi (1997-1998)
- Brink! Sfida su rotelle (Brink!), regia di Greg Beeman – film TV (1998)
- Providence – serie TV, 1 episodio (1999)
- Il tocco di un angelo (Touched by an Angel) – serie TV, 1 episodio (1999)
- All That - serie TV, 1 episodio (2002)
- Taina - serie TV, 26 episodi (2001-2002)
- Sabrina, vita da strega (Sabrina: The Teenage Witch) - serie TV, 1 episodio (2003)
- 10-8: Officers on Dunty - serie TV, 14 episodi (2003-2004)
- Second Time Around - serie TV, 2 episodi (2004)
- Clubhouse - serie TV, 1 episodio (2005)
- Girlfriends - serie TV, 2 episodi (2006)
- E.R. - Medici in prima linea (ER) - serie TV, 1 episodio (2007)
- Detective Monk (Monk) - serie TV, episodio 8x12 (2009)
- The Deep End - serie TV, 1 episodio (2010)
- Dr. House - Medical Division (House, M.D.) - serie TV, 2 episodi (2009-2010)
- In Plain Sight - Protezione testimoni (In Plain Sight) - serie TV, 1 episodio (2010)
- Nurse Jeffrey: Bitch Tapes - serie TV, 1 episodio (2010)
- Castle - serie TV, episodio 3x07 (2010)
- Things We Do for Love - serie TV, 1 episodio (2011)
- Fairly Legal - serie TV, 1 episodio (2011)
- Stalker - serie TV, 1 episodio (2014)
- Being Mary Jane - serie TV, 1 episodio (2015)
- The Player - serie TV, 1 episodio (2015)
- Code Black - serie TV, 7 episodi (2015-2016)
- Limitless - serie TV, 2 episodi (2016)
- Blue Bloods - serie TV, 1 episodio (2016)
- The Night Shift - serie TV, 1 episodio (2016)
- Training Day - serie TV, 10 episodi (2017)
- The Shrink Next Door – miniserie TV, episodio 1x04 (2021)
- The Terminal List - serie TV (2022-in corso)

## Doppiatrici italiane
Nelle versioni in italiano delle opere in cui ha recitato, Christina Vidal è stata doppiata da:
- Angela Brusa in Castle, Blue Bloods
- Gemma Donati in Major Crimes, Sneaky Pete
- Stella Musy in Nick Freno
- Veronica Cannizzaro in Manuale d'infedeltà per uomini sposati
- Giò-Giò Rapattoni in Dr. House - Medical Division
- Rachele Paolelli in Detective Monk
- Francesca Manicone in Code Black
- Danila Tropea in The Guilty
- Valentina Stredini in The Terminal List
- Letizia Scifoni in Quel pazzo venerdì, sempre più pazzo